# ینت هوسارووا
 ینت هوسارووا (اسلواکی: Janette Husárová؛ زاده ۴ ژوئن ۱۹۷۴) یک تنیس‌باز اهل اسلواکی است.